# Omalodes ruficlavis
Omalodes ruficlavis är en skalbaggsart som beskrevs av Sylvain Auguste de Marseul 1853. Omalodes ruficlavis ingår i släktet Omalodes och familjen stumpbaggar. Inga underarter finns listade i Catalogue of Life.